# Remsach
Remsach ist eine Rotte und eine Katastralgemeinde in der Gemeinde Bad Gastein im österreichischen Bundesland Salzburg.

## Geografie
Die Rotte Remsach gehört zur Ortschaft Bad Gastein. Im Ort gibt es eine Reihe alter Bauernhöfe. Durch die Siedlung fließt der Remsachbach, ein Nebenbach der Gasteiner Ache.
Bei einer Erhebung der Vogelarten des Gasteinertals in den 1980er Jahren wurden bei Remsach folgende Arten beobachtet:
- als Brutvögel der Baumpieper (Anthus trivialis), der Fitis (Phylloscopus trochilus), die Gartengrasmücke (Sylvia borin), der Grauschnäpper (Muscicapa striata), die Heckenbraunelle (Prunella modularis), die Mönchsgrasmücke (Sylvia atricapilla), die Schwanzmeise (Aegithalos caudatus), die Sumpfmeise (Parus palustris), die Weidenmeise (Parus montanus) und der Zilpzalp (Phylloscopus collybita),
- als wahrscheinliche Brutvögel der Berglaubsänger (Phylloscopus bonelli), die Feldlerche (Alauda arvensis), der Grünspecht (Picus viridis) und der Mäusebussard (Buteo buteo),
- als möglicher Brutvogel der Wendehals (Jynx torquilla) sowie
- als Durchzüglerinnen die Dohle (Corvus monedula) und die Dorngrasmücke (Sylvia communis).[4]

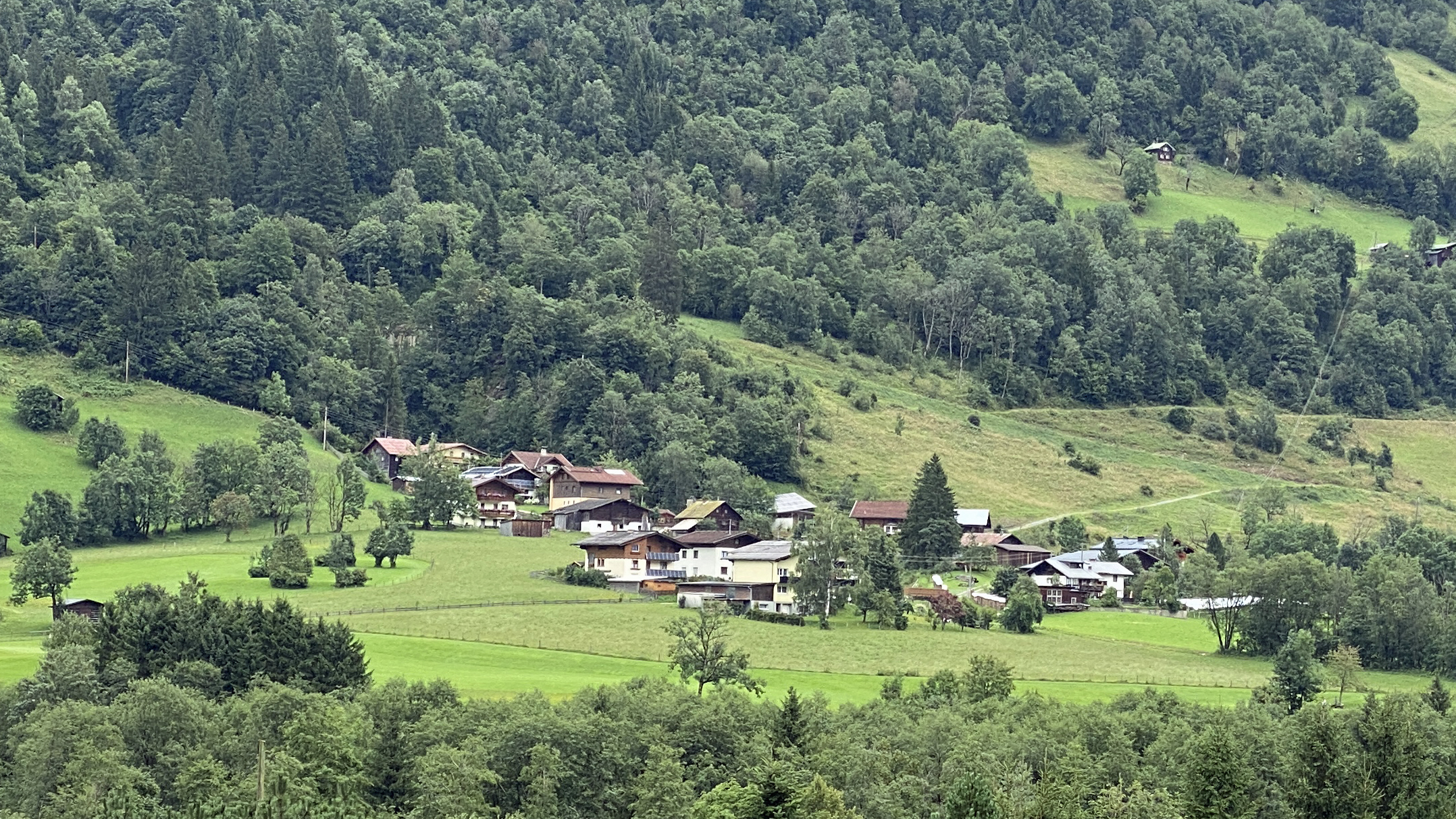
Blick von Westen auf die Rotte Remsach

Die Katastralgemeinde Remsach erstreckt sich über eine Fläche von 4.472,87 ha (Stand 31. Dezember 2023).

## Geschichte
Weite Teile des Herzogtums Salzburg wurden von 27. bis 29. Mai 1821 von einer Naturkatastrophe heimgesucht, die durch Schneeschmelze und Dauerregen verursacht worden war. Dabei wurde in Remsach die Brücke über den Remsachbach zerstört.
Der Remsacher Pass war eine der zahlreichen Krampus-Gruppen („Passen“) des Gasteinertals. Er wurde 1970 gegründet.

## Wirtschaft und Infrastruktur

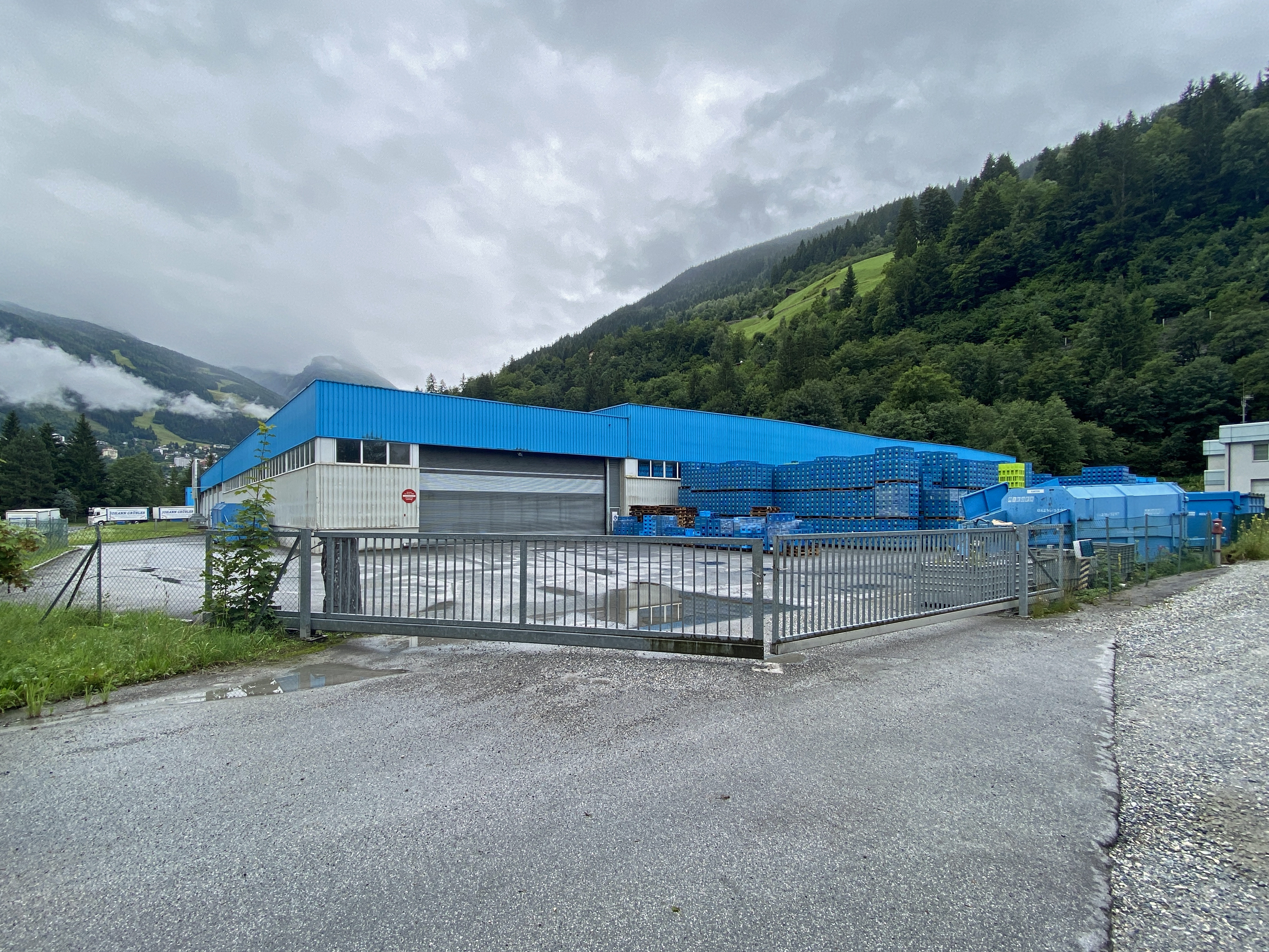
Firmengelände von Gasteiner Mineralwasser

Das Wasserkraftwerk Remsach steht am der Rotte gegenüber liegenden Flussufer der Gasteiner Ache. Das von der Salzburg AG betriebene Speicherkraftwerk besteht seit dem Jahr 1995. Seine durchschnittliche Jahreserzeugung beträgt 102.000 MWh. Nördlich des Kraftwerks erstreckt sich ein 100.000 m3 fassendes Schwallausgleichsbecken.
Neben dem Wasserkraftwerk Remsach befindet sich das Firmengelände von Gasteiner Mineralwasser.